# 이란에어 투어
이란에어 투어(영어: Iran Airtour)는 이란의 전세 항공사로 마슈하드 국제공항이 허브 공항으로 1973년에 설립되었다. 주로 이란 국내 및 지역 내 항공편을 운영하며 일부 국제선 노선도 제공하며 유럽 전세 노선도 제공하고 있다.

## 운항 노선
- 2019년 5월 기준으로 이란에어 투어는 다음과 같이 운항하고 있다.

## 보유 기종
- 2020년 5월 기준으로 이란에어 투어는 다음과 같이 보유하고 있다.

## 사건 및 사고
- 2002년 2월 12일, 이란에어 투어 소속 항공기, 목적지 코라마바드(테헤란 남서쪽 230마일) 인근 산에 추락한 사고로 탑승객 119명 전원 사망.
- 2006년 9월 1일, 이란에어 투어 여객기가 이란 북동부 호라산 주의 고원도시인 마슈하드 공항에서 착륙하던 중 추락, 탑승객 148명 중 80명 사망.[2]

## 같이 보기
- 이란의 항공사 목록

## 사진

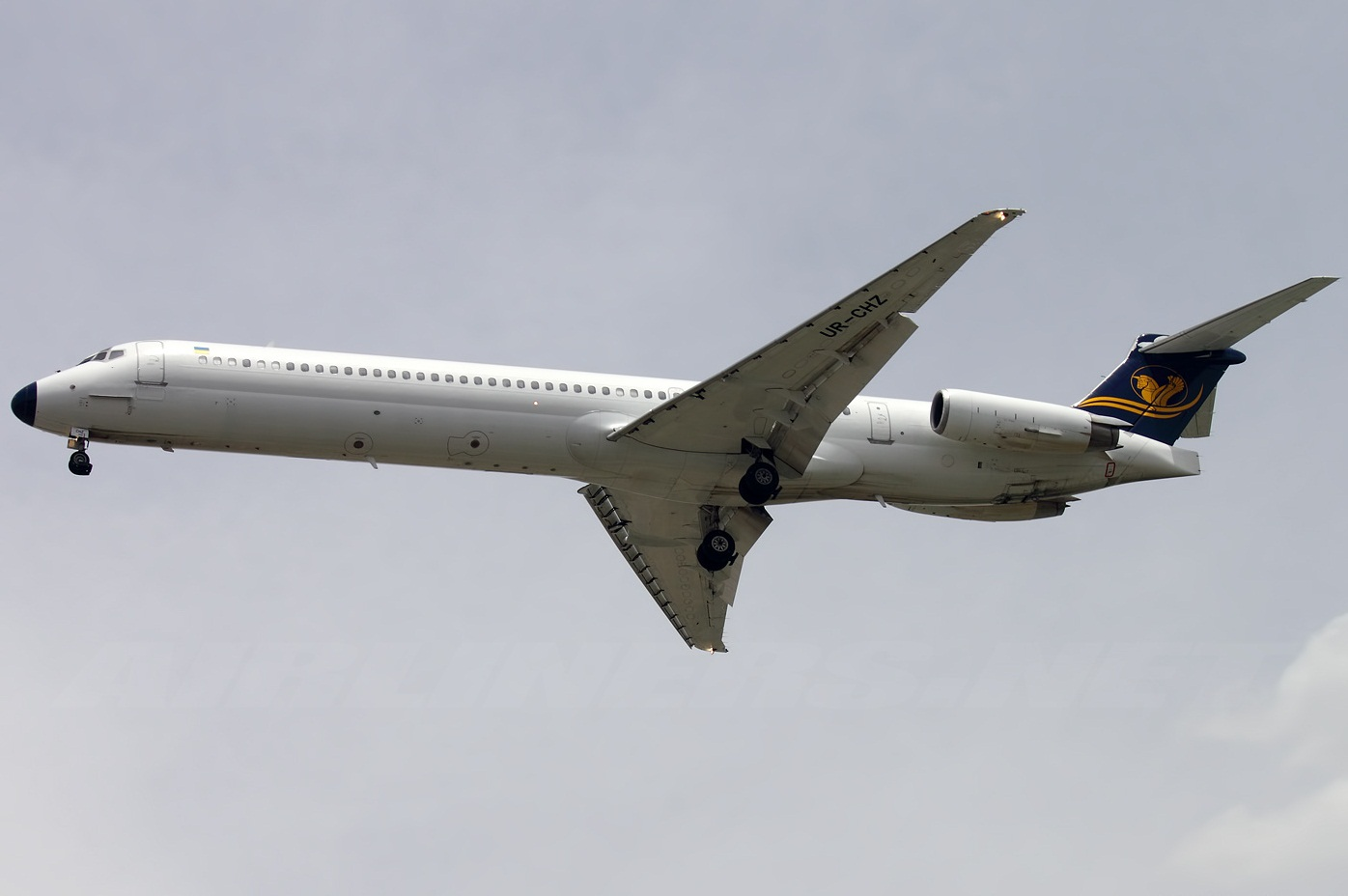
이란에어 투어의 맥도넬더글러스 MD-82
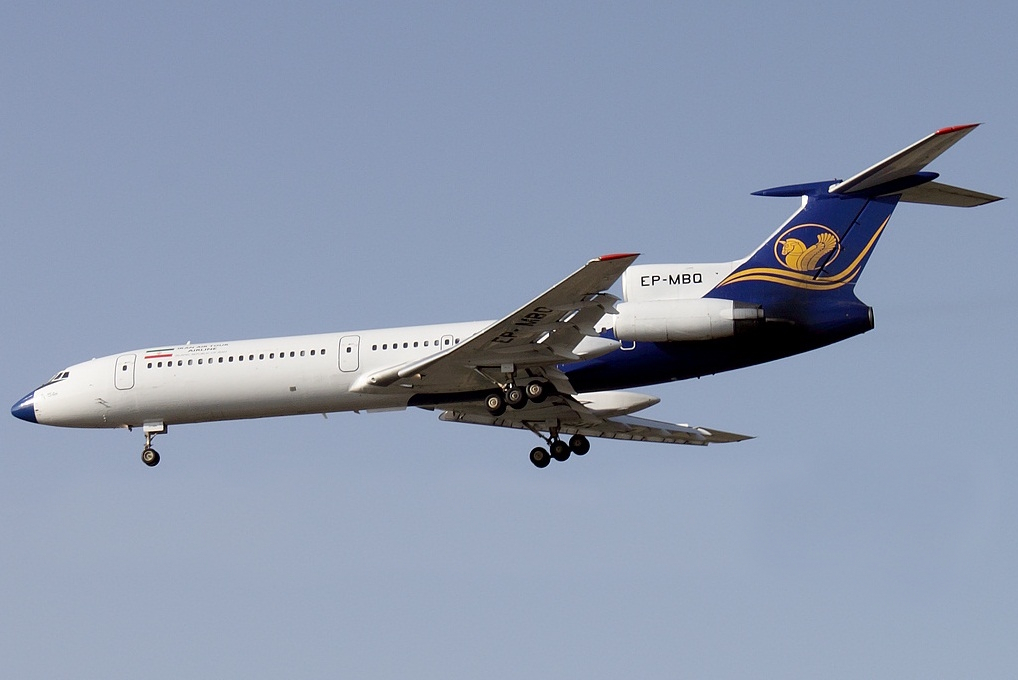
이란에어 투어의 투폴레프 Tu-154M
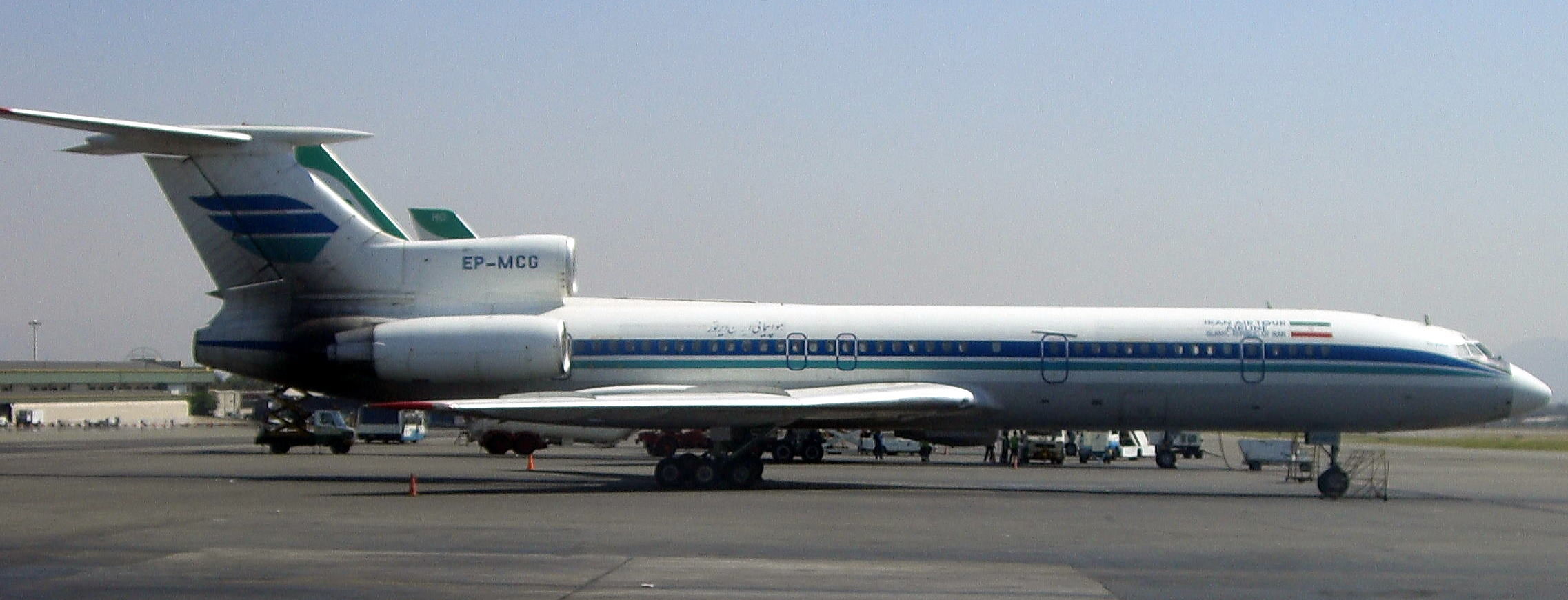
이란에어 투어의 투폴레프 Tu-154M